# Clent
Clent – wieś w Anglii, w hrabstwie Worcestershire, w dystrykcie Bromsgrove. Leży 26 km na północ od miasta Worcester i 170 km na północny zachód od Londynu. Miejscowość liczy 2600 mieszkańców.